# Eubacterium dolichum
Eubacterium dolichum è una specie di batterio appartenente alla famiglia delle Eubacteriaceae.